# Secretaría de Relaciones Exteriores (Argentina)
La Secretaría de Relaciones Exteriores de Argentina es una secretaría dependiente del Ministerio de Relaciones Exteriores, Comercio Internacional y Culto del Poder Ejecutivo Nacional de la Argentina.
El cargo se encuentra administrado por Eduardo Bustamante.

## Creación y organización
La secretaría fue creada con la denominación «Secretaría de Relaciones Exteriores» en 1999, por decreto n.º 20/99 del Poder Ejecutivo. Previamente existía bajo el nombre «Secretaría de Relaciones Exteriores y Asuntos Latinoamericanos». Su función es:

Entender desde el punto de vista de la política exterior, en las relaciones con todos los países y los organismos internacionales y coordinar con las otras Secretarías del MINISTERIO DE RELACIONES EXTERIORES, COMERCIO INTERNACIONAL Y CULTO…
anexo II, decreto n.º 50/2019

La secretaría está constituida de la siguiente forma:
- Secretaría de Relaciones Exteriores
  - Dirección General de Cooperación Internacional
  - Dirección General de Asuntos Consulares
  - Subsecretaría de Política Exterior
  - Subsecretaría de Asuntos de América Latina

Dentro del ámbito de la Subsecretaría de Asuntos de América Latina está la Comisión Nacional de Límites Internacionales.
En 2020 el ministro de Relaciones Exteriores creó en el ámbito de esta secretaría el «Programa de Asistencia de Argentinos en el Exterior en el Marco de la Pandemia de Coronavirus».

## Titulares
| Secretario                 | Periodo                                           | Ministro                                             | Presidente                     |
| -------------------------- | ------------------------------------------------- | ---------------------------------------------------- | ------------------------------ |
| Enrique Candioti           | 13 de diciembre de 1999-10 de noviembre de 2000   | Adalberto Rodríguez Giavarini                        | Fernando de la Rúa             |
| Susana Ruiz Cerutti        | 10 de noviembre de 2000-Enero de 2001             | Adalberto Rodríguez Giavarini                        | Fernando de la Rúa             |
| Jorge Faurie               | 16 de enero de 2002 -9 de septiembre de 2002      | Carlos Ruckauf                                       | Eduardo Duhalde                |
| Martín Redrado             | a partir del 9 de septiembre de 2002              | Carlos Ruckauf                                       | Eduardo Duhalde                |
| Jorge Taiana               | 29 de mayo de 2003 -1 de diciembre de 2005        | Rafael Bielsa                                        | Néstor Kirchner                |
| Roberto García Moritán (p) | 1 de diciembre de 2005 - 12 de marzo de 2008      | Jorge Taiana                                         | Néstor Kirchner                |
| Victorio Taccetti          | 14 de marzo de 2008-18 de junio de 2010           | Jorge Taiana                                         | Cristina Fernández de Kirchner |
| Alberto D'Alotto           | 22 de junio de 2010-10 de diciembre de 2011       | Héctor Timerman                                      | Cristina Fernández de Kirchner |
| Eduardo Zuain              | 10 de diciembre de 2011-9 de diciembre de 2015    | Héctor Timerman                                      | Cristina Fernández de Kirchner |
| Carlos Foradori            | 10 de diciembre de 2015-15 de diciembre de 2016   | Susana Malcorra                                      | Mauricio Macri                 |
| Pedro Villagra Delgado     | 15 de diciembre de 2016-12 de junio de 2017       | Susana Malcorra                                      | Mauricio Macri                 |
| Daniel Raimondi            | 21 de junio de 2017-11 de febrero de 2019         | Jorge Faurie                                         | Mauricio Macri                 |
| Gustavo Zlauvinen          | 15 de febrero de 2019-10 de diciembre de 2019     | Jorge Faurie                                         | Mauricio Macri                 |
| Pablo Anselmo Tettamanti   | 27 de diciembre de 2019 - 10 de diciembre de 2023 | Felipe Solá (2019-2021) Santiago Cafiero (2021-2023) | Alberto Fernández              |
| Leopoldo Sahores           | 16 de enero de 2024 - 17 de octubre de 2024       | Diana Mondino (2023-2024) Gerardo Werthein           | Javier Milei                   |
| Eduardo Bustamante         | 17 de octubre de 2024 - En el cargo               | Diana Mondino (2023-2024) Gerardo Werthein           | Javier Milei                   |